# Richard Chamberlain
George Richard Chamberlain (Beverly Hills, 31 de março de 1934 – Waimanalo, 29 de março de 2025) foi um ator e cantor norte-americano que se tornou um ídolo adolescente ao interpretar o papel-título da série de televisão Dr. Kildare (1961–1966). Posteriormente, ganhou o apelido de "Rei das Minisséries" por sua atuação em diversas produções televisivas do gênero, como Centennial (1978), Shōgun (1980) e The Thorn Birds (1983). Além da carreira televisiva, Chamberlain também se destacou em papéis clássicos no teatro e em musicais.
No cinema, interpretou Aramis na trilogia The Three Musketeers (1973), The Four Musketeers (1974) e The Return of the Musketeers (1989); viveu Allan Quatermain em King Solomon's Mines (1985) e Allan Quatermain and the Lost City of Gold (1986). Chamberlain foi o primeiro ator a interpretar Jason Bourne, estrelando o telefilme The Bourne Identity (1988).

## Biografia
Richard Chamberlain tornou-se um ídolo adolescente ao atuar no seriado de televisão Dr. Kildare (1961-1966). Em paralelo com a série, Chamberlain também alcançou breve sucesso na música pop.
Em pouco tempo, desencantou-se com Hollywood e interessou-se pelo teatro, indo estudar na Inglaterra e iniciando uma carreira bem-sucedida, junto ao público inglês.
Durante a década de 1970 estrelou diversos filmes e musicais.
Mais tarde dedicou-se a minisséries de televisão como Shōgun (1980) e Pássaros Feridos (1983).
Embora sua orientação sexual já tivesse sido divulgada, Richard Chamberlain só assumiu publicamente a homossexualidade aos 69 anos, quando lançou seu livro Shattered Love (2003).
Ele viveu no Havaí com o seu companheiro, agente e produtor, Martin Rabbett (1954), mas nunca deixou de atuar.
Chamberlain morreu no dia 29 de março de 2025 aos 90 anos, a dois dias do seu 91.° aniversário.

## Filmografia
- 2011 - ThunderCats (voz)
- 2010/11 - Brothers & Sisters (série)
- 2010 - Leverage (série)
- 2010 - Chuck (série)

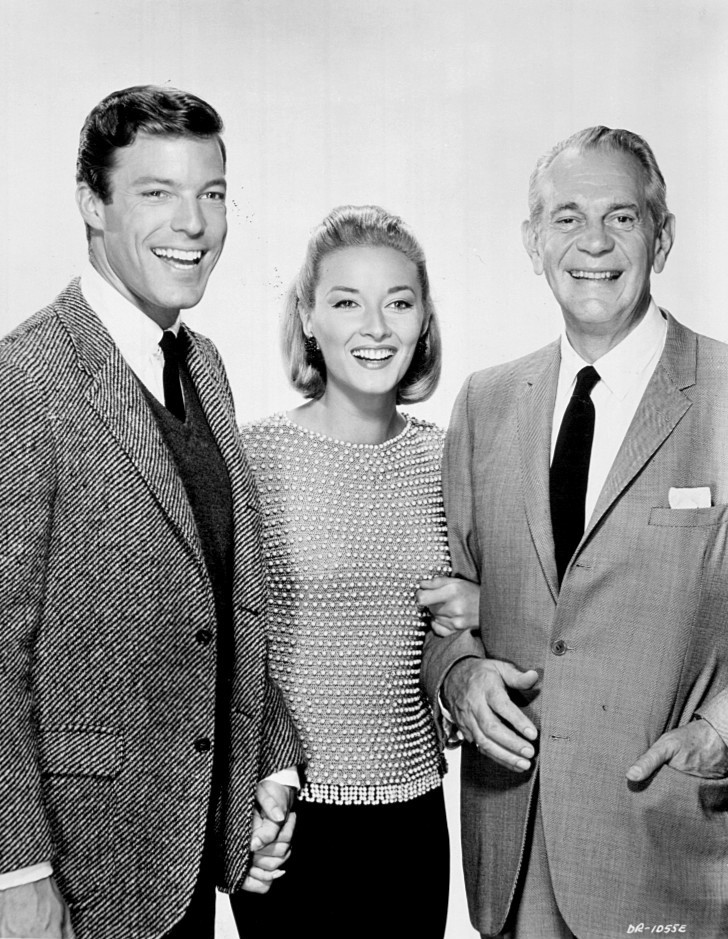
Chamberlain (à esquerda) com Daniela Bianchi e Raymond Massey na série Dr. Kildare, em 1964

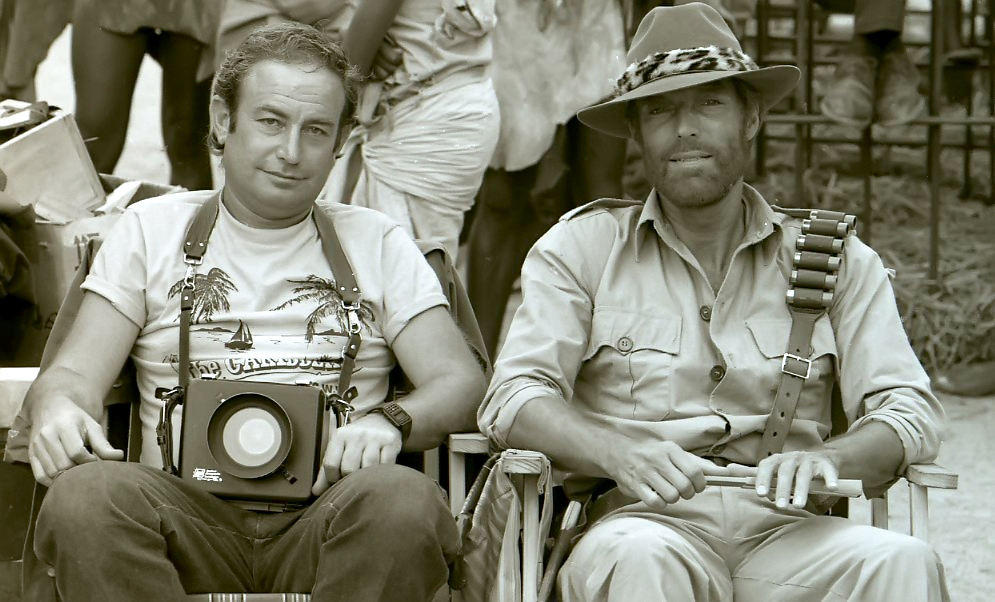
Chamberlain (à direita) durante as filmagens de As Minas do Rei Salomão, em 1985

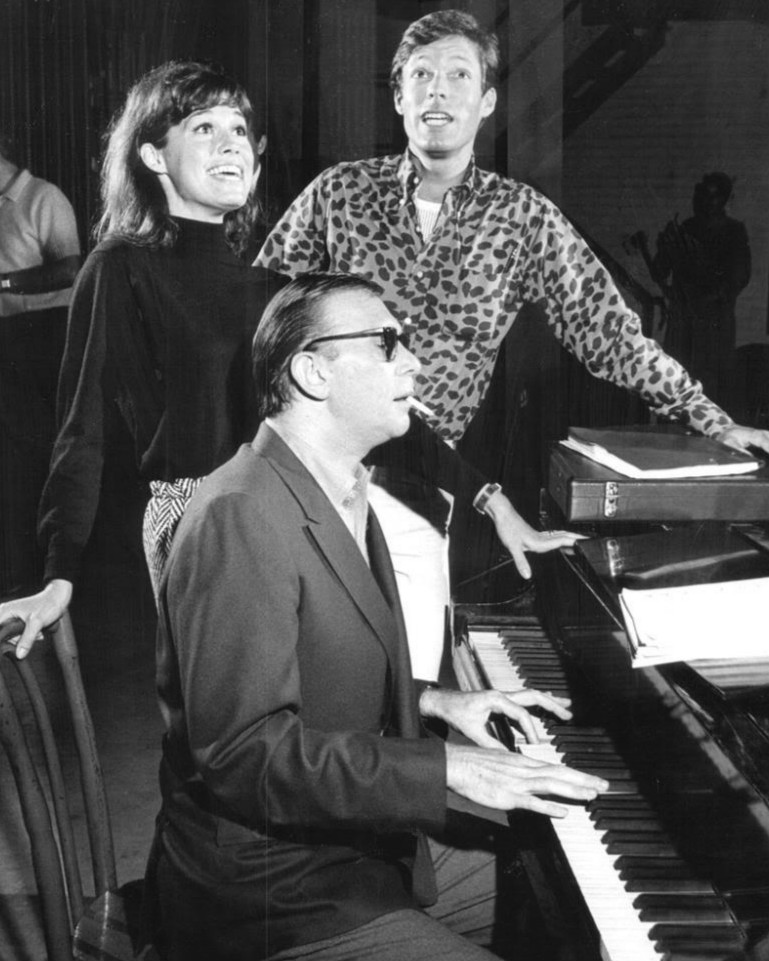
Chamberlain com Mary Tyler Moore, em 1966

- 2007 - I Now Pronounce You Chuck and Larry
- 2007 - Desperate Housewives (4ª temp., episódio 8, "Distant Past")
- 2006 - Blackbeard (TV)
- 2006 - Strength and Honor
- 1999 - Rica Demais - A Vida Secreta de Doris Duke (TV)
- 1999 - The Pavillion
- 1997 - All the Winters That Have Been
- 1997 - The Lost Daughter (TV)
- 1997 - A River Made to Drown in
- 1996 - Pássaros Feridos - Tempos Perdidos (TV)
- 1995 - Bird of Prey
- 1993 - Pesadelo no Ártico (TV)
- 1991 - A Noite do Caçador (TV)
- 1991 - Crime Sem Piedade (TV)
- 1989 - The Return of the Musketeers
- 1989 - Greed and Wildlife: Poaching in America
- 1988 - A Identidade Bourne (TV)
- 1987 - Allan Quatermain e a Cidade do Ouro Perdida
- 1987 - Casanova - O Maior Amante de Todos os Tempos (TV)
- 1987 - River Song: A Natural History of the Colorado River in Grand Canyon
- 1986 - Dream West (TV)
- 1985 - As Minas do Rei Salomão
- 1985 - Wallenberg: A Hero's Story (TV)
- 1985 - The Miracle (TV)
- 1983 - Cook & Peary: The Race to the Pole (TV)
- 1983 - Pássaros Feridos (TV)
- 1982 - Murder by Phone
- 1980 - Shōgun (TV)
- 1978 - The Good Doctor (TV)
- 1978 - Centennial - 12 episódios
- 1978 - O Enxame
- 1977 - The Last Wave
- 1977 - O Homem da Máscara de Ferro (TV)
- 1976 - The Slipper and the Rose
- 1975 - O Conde de Monte Cristo (TV)
- 1975 - The Christmas Messenger (TV)
- 1974 - The Little Mermaid (curta)
- 1974 - A Vingança de Milady
- 1974 - Inferno na Torre
- 1974 - The Lady's Not for Burning (TV)
- 1974 - The Last of the Belles (TV) - F. Scott Fitzgerald
- 1973 - Os Três Mosqueteiros
- 1972 - The Woman I Love (TV)
- 1972 - Lady Caroline Lamb (filme)
- 1970 - The Music Lovers (Delírio de amor)
- 1970 - Júlio César
- 1969 - A Louca de Chaillot
- 1968 - Petúlia, um Demônio de Mulher
- 1968 - The Portrait of a Lady (TV)
- 1965 - Joy in the Morning
- 1963 - O Crime é Homicídio
- 1961/66 - Dr. Kildare
- 1961 - A Thunder of Drums
- 1960 - The Secret of the Purple